# كازاخستان الغربية
اوبليس كازاخستان الغربي (كازاخية) : Батыс Қазақстан облысы (باتيس كازاكستان اوبليسي) (روسية) : Западно-Казахстанская область (زبادنو كازاكستانسكاي اوبلا هو مقاطعة في كازاخستان. يقع على الحدود مع روسيا. عاصمته الإدارية مدينة اورال. تنطلق منها سلسلة جبال الاورال.